# Derrioides
Derrioides är ett släkte av fjärilar. Derrioides ingår i familjen mätare.
Kladogram enligt Catalogue of Life:
| Derrioides | \| \| Derrioides cnephaeogramma \| \| \| \| \| \| Derrioides hypenissa \| \| \| \| \| \| Derrioides villaria \| \| \| \| |
|            | \| \| Derrioides cnephaeogramma \| \| \| \| \| \| Derrioides hypenissa \| \| \| \| \| \| Derrioides villaria \| \| \| \| |
|            | Derrioides cnephaeogramma                                                                                                |
|            | |
|            | Derrioides hypenissa |
|            | |
|            | Derrioides villaria |
|            | |